# 靴蛺蝶族
靴蛺蝶族（學名：Preponini）是蛺蝶科螯蛺蝶亞科中的一個族。物種分佈於新熱帶界。

## 種系發生學
Ortiz-Acevedo＆Willmott (2013)指出娜靴蛺蝶屬（Noreppa）成為古靴蛺蝶屬的異名；彩襖蛺蝶屬（Agrias）成為靴蛺蝶屬的異名。繁蛺蝶屬曾歸入此分類，然而分子數據(Peña and Wahlberg 2008)數據指出它與安蛺蝶族有更密切的親緣關係。整合以上研究靴蛺蝶族今包含兩屬，列表如下：
- 古靴蛺蝶屬 Archaeoprepona
- 靴蛺蝶屬 Prepona